# Grézian
Grézian település Franciaországban, Hautes-Pyrénées megyében. Lakosainak száma 82 fő (2022. január 1.). Grézian Cadéac, Ancizan, Bazus-Aure, Gouaux, Guchen és Lançon községekkel határos.

## Népesség
A település népességének változása:
| Lakosok száma | 89   | 90   | 86   | 81   | 77   | 78   | 76   | 75   | 82   |
|               | 2013 | 2015 | 2016 | 2017 | 2018 | 2019 | 2020 | 2021 | 2022 |